# 熊國寶
熊國寶（1962年11月1日—），中國退役男子羽毛球運動員，活躍於1980年代的國際賽場，曾經作為隊伍主力幫助中國連奪三屆湯姆斯盃冠軍。退役後，他前往世界各地執教，最後在自己開立的羽毛球俱樂部擔任教練。

## 技術特點
熊國寶的球風以穩健著稱，甚少在比賽中遭遇巨大的挫折，而他的反拍技術在當時的羽壇獨樹一幟，因此又有“反拍王”的稱號。

## 生涯
熊國寶出生於工人家庭且家中兄弟姊妹眾多，為了減輕家中負擔而決定進入體校就讀。進入省隊後，熊國寶認為自己在隊中的年齡已經不具備優勢，於是更加勤奮的訓練，在六年後獲得全國錦標賽第六名，得以22歲「高齡」入選國家隊。

### 湯姆斯盃三連冠
1986年湯姆斯盃，中國隊與上屆冠軍印尼隊在決賽碰頭，前兩點單打兩隊以1比1平手，第三點單打印尼隊則派出當時羽壇的「天王巨星」林水鏡，中國隊則派出熊國寶應戰。由於林水鏡還會兼項第五點的男子雙打，加上熊國寶不被看好能擊敗林水鏡，當時中國隊教練侯加昌遂賦予熊國寶盡量消耗林水鏡體力的任務，以期中國隊能在男雙賽事取得優勢。結果熊國寶在比賽中以兩個15-13戰勝林水鏡，幫助中國隊在最後以3比2擊敗印尼，第二次獲得湯姆斯盃。
熊國寶在與湯姆斯盃決賽與林水鏡一戰成名之後，先後在多項國際賽事取得冠軍，包括美國、日本、香港、馬來西亞、泰國、法國、瑞典以及印尼等公開賽。並在1987年及1989年獲得世界羽毛球大獎賽總決賽和1988年亞洲羽毛球錦標賽冠軍。1988年及1990年的湯姆斯盃，熊國寶繼續作為隊伍主力參加湯姆斯盃，與趙劍華和楊陽使中國隊取得在團體賽三點單打上的優勢，幫助中國隊連續三屆收穫湯姆斯盃，他也因而與趙劍華、楊陽並稱為“中國羽壇三劍客”。

### 退役從商
熊國寶在1990年亞洲運動會羽毛球比賽結束後宣布退役。當時的中國羽毛球運動員，多數在退役後前往東南亞執教或經商，韓健和楊陽也先後前往馬來西亞國家隊擔任教練，而熊國寶最後在國內和出國之間，選擇前往泰國與他人合資開設羽毛球工廠，從此開啟他在國外推廣羽毛球運動的旅程。藉由曾經在羽毛球界闖出的名聲，熊國寶在語言不通的情況下，羽毛球工廠的生意和推廣工作並未遭遇太大的困難，直到1997年爆發亞洲金融風暴，熊國寶的工廠也遭受波及而倒閉，並與合夥人分道揚鑣。

### 海外執教
1998年熊國寶返回中國後為了推廣羽毛球運動，遂在江西南昌創辦國寶羽毛球俱樂部，並自行擔任羽毛球教練。2000年，熊國寶前往馬來西亞新山的一所羽毛球學院任教，但是只待了半年就因為該學院的規模不如原本的預期而離開。之後，熊國寶開始在德國、比利時、台灣等地演講和授課。2004年7月，熊國寶受聘於中華民國羽球協會，開始在位於高雄左營的國家運動訓練中心擔任中華隊的教練4年。之後，他曾再度短暫前往泰國執教青年隊。

### 返國創業
2009年，在外闖蕩將近二十年的熊國寶返回國內創立自己的體育品牌，並在北京、山東濟南和廣東東莞創辦國寶國際羽毛球傳播中心，並自行擔任教練，開始在民間推廣羽毛球運動。

## 個人生活
熊國寶的前妻是曾在1984年尤伯杯獲得冠軍的女單運動員錢萍，在進入國家隊之前，兩人在同屬江西隊時就已經確立關係，直到1991年熊國寶退役後，兩人才在江西南昌結婚，並由時任江西省副省長吳官正證婚，育有一子。婚後，兩人因為熊國寶隻身前往泰國發展而聚少離多且甚少聯繫，最終於2002年協議離婚。離婚後，熊國寶和錢萍之間的關係較婚前反而大有改善，兩人也常一同出席羽毛球交流活動。

## 外部連結
- 熊国宝的新浪微博
- 羽播天下国际羽毛球培训连锁机构
- 熊國寶體育 （页面存档备份，存于）